# جورج بين
جورج بين هو سياسي كندي، ولد في 5 سبتمبر 1925 في تشيكوسلوفاكيا، وتوفي في 17 ديسمبر 1978 في تورونتو في كندا. نشط حزبياً في الحزب الليبرالي في أونتاريو ‏. وقد انتخب عضو برلمان مقاطعة أونتاريو.